# Вельвовский, Илья Захарович
Илья́ Заха́рович Вельво́вский (при рождении Гиллель Зельманович Вельвовский; 21 июня 1898, Харьков — 7 марта 1981) — украинский советский психиатр, психотерапевт, доктор медицинских наук, профессор. Один из организаторов психиатрической и психотерапевтической помощи в Украинской ССР. Автор психопрофилактической системы обезболивания родов, признанной ведущим методом родовспоможения.

## Биография
Родился 21 июня (по старому стилю) 1898 года в Харькове, в семье полтавского мещанина Зельмана Мееровича Вельвовского и Эстер (Эти) Вельвовской. Закончил Харьковскую гимназию с золотой медалью. С юношеских лет увлекался философией, был членом литературно-философского кружка при гимназии. Закончил Харьковский медицинский институт.
Активный участник строительства советского здравоохранения на Украине. В 1920 году создаёт при Наркомздраве УССР кружок передовых студентов и привлекает к их руководству академика В. Я. Данилевского и профессора К. И. Платонова. На базе этого кружка складывается Харьковская психотерапевтическая школа, получившая широкое признание не только в СССР, но и за рубежом; Вельвовский, наряду со своим учителем Платоновым признается основоположником этой школы.
В 1921 Вельвовский организовывает психотерапевтический кабинет в студенческой больнице, в 1923 году — в клинике нервных болезней Харьковского мединститута.
В довоенный период И. З. Вельвовский был ответственным за раздел психоневрологии в Ученом совете Наркомздрава УССР, активным участником создания на Украине учреждений, связанных с улучшением труда и быта трудящихся, а также студенческих больниц и поликлиник. Кроме этого, И. З. Вельвовский стоит у истоков организации Украинской психоневрологической академии, психоневрологического факультета Харьковского медицинского института, психоневрологического диспансера железнодорожного транспорта и параллельного ему института Южной железной дороги (Центральная клиническая психоневрологическая больница МПС), много сделал в организации Одесского и Киевского психоневрологического институтов.
И. З. Вельвовский — oрганизатор общемедицинской психотерапевтической службы в широкой сети здравоохранения.
Он теоретически обосновал и разработал методы психотерапевтического усиления фармакологической терапии и физиотерапии, способствовал внедрению психотерапии и психопрофилактики в различные разделы медицины — терапию, фтизиатрию, физиотерапию, стоматологию, хирургию, урологию; добился внедрения психотерапии в курортологию.
Инициатор издания журналов «Советская психоневрология» и «Психогигиену в массы».
Основным вкладом И. З. Вельвовского в советскую и мировую медицину была разработка и внедрение уникальной психопрофилактической системы обезболивания родов. Система разрабатывалась с 1947 года в содружестве с профессорами В. А. Плотичером и Э. А. Шугом.
Она получила широкое применение в СССР и во всем мире. Римский Папа Пий XII назвал эту систему «дар гуманности советской науки всему человечеству…несмотря на то, что оно создано безбожными коммунистами материалистами из Советского Союза…», и отметил, что «так, как это полезно для народа, оно все равно исходит от Бога». Этот метод был творческим стимулом для французского ученого Ламаза, который побывал в СССР в 1951 году и фактически скопировал и использовал метод Вельвовского. Как результат советской политики «железного занавеса», название «Метод Вельвовского» было заменено на расплывчатый термин «советский метод» и до сих пор этот метод практически без изменений применяется во всем мире как базис для проведения родов без боли.
Практическая и теоретическая работа харьковской психотерапевтической школы привела к организации первой в СССP кафедры психотерапии в Украинском институте усовершенствования врачей в 1962 году, И. З. Вельвовский возглавил ее.
И. З. Вельвовский — автор более чем 170 научных работ.
Блестящий лектор, прекрасный клиницист и опытный педагог, Илья Захарович воспитал целое поколение врачей-энтузиастов психотерапии в СССР. Под его руководством было защищено 12 кандидатских и 5 докторских диссертаций. Он является создателем школы психотерапии общемедицинского направления.

### Семья
Мать, брат и сестра И. З. Вельвовского уехали в Палестину в 1919 году. Жена — Бронислава Львовна Палант — профессор, заведующая кафедрой микробиологии в Харьковском институте усовершенствования врачей.

## Основные труды
- И. З. Вельвовский, К. И. Платонов, В. А. Плотичер и Э. А. Шугом «Психопрофилактика болей в родах», Медгиз, 1954 г. Переведена на более чем 10 языков.
- И. З. Вельвовский «Система психопрофилактического обезболивания родов», Москва, 1963 г.
- Психотерапия в клинической практике : учеб. пособие / И. З. Вельвовский [и др.]. — Киев : Здоров’я, 1984.